# Hovi Baby
Hovi Baby è il secondo singolo del rapper statunitense Jay-Z, pubblicato il 12 novembre 2002 ed estratto dall'album The Blueprint2: The Gift & The Curse.

## Descrizione
Il singolo, che è stato prodotto da Just Blaze, presenta il campionamento della versione in live di Diggin 'on You delle TLC. La canzone ha raggiunto la posizione numero 76 della Hot R&B/Hip-Hop Songs. In una parte della canzone, Jay suggerisce che solo 2Pac e Notorious B.I.G. potrebbero considerarlo come un bene:
Only two restin' in heaven

Can be mentioned in the same breath as him»
Solo due restano in paradiso
 
Lo stanno menzionano allo stesso tempo»
(Jay-Z)
Nessun video musicale è stato realizzato per Hovi Baby, anche se la canzone è stata poi riutilizzata in una pubblicità della Reebok, con i testi leggermente alterati. Il lato B del singolo è caratterizzato da una traccia prodotta anche questa da Just Blaze, U Do not Know (Remix), con i M.O.P..